# Zoom Airlines
Pour les articles homonymes, voir Zoom (homonymie).

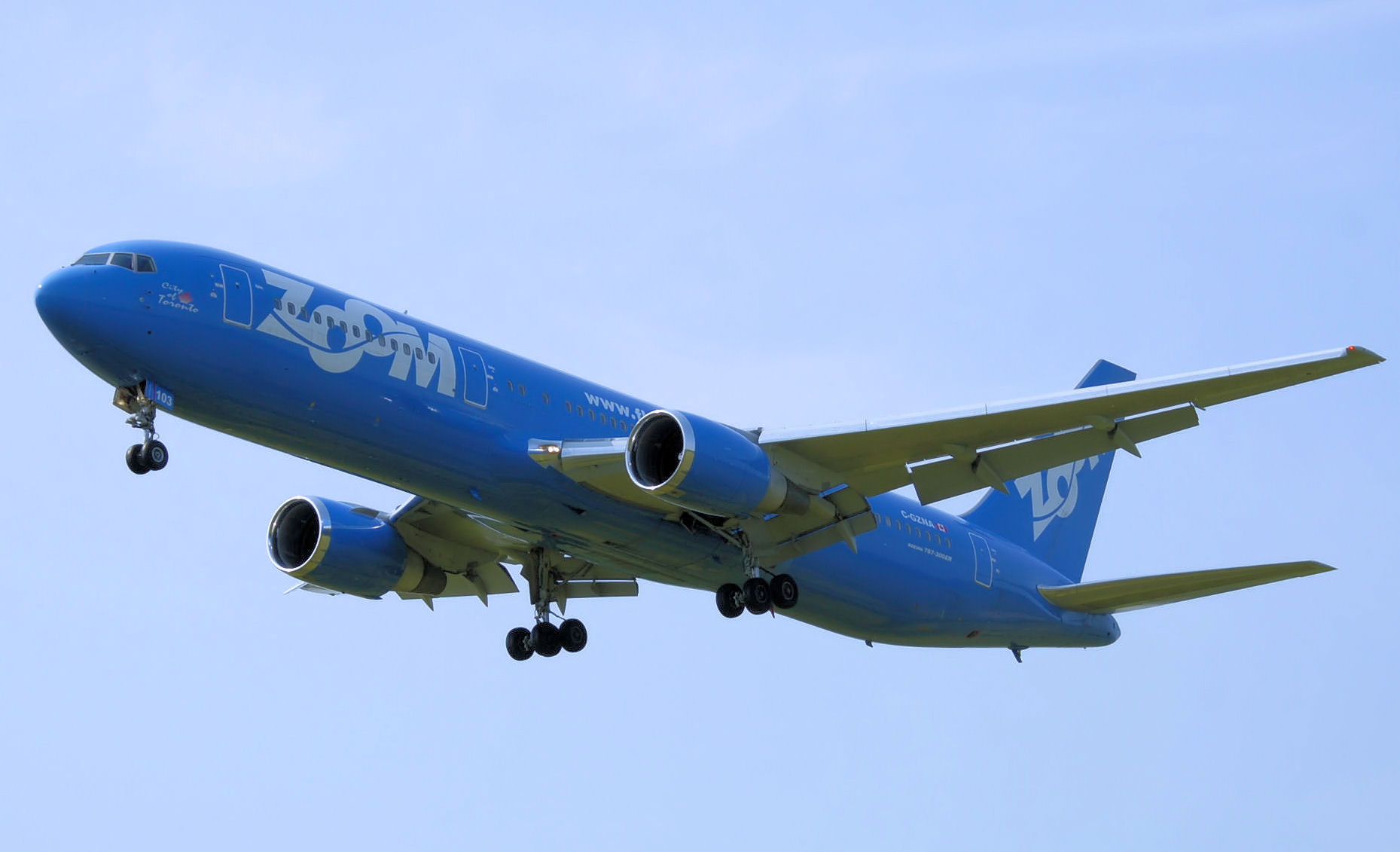
Un Boeing 767-300ER (C-GZNA) de Zoom Airlines atterrissant à l'Aéroport de Londres-Gatwick (Grande-Bretagne).

Zoom Airlines Inc. (code AITA : Z4 ; code OACI : OOM) était une compagnie aérienne canadienne, fondée en 2002 par les frères John et Hugh Boyle.  C'était une compagnie à bas coûts opérant sur des lignes long-courrier. Sa flotte était constituée en 2008 de Boeing 767-300 ER et de Boeing 757.  Elle était basée à Ottawa.  Ses hubs canadiens étaient situés à Vancouver, Ottawa, Toronto et Montréal.
Zoom Airlines reliait des villes canadiennes (Toronto, Calgary, Halifax, Vancouver, Edmonton, Winnipeg, Montréal) et européennes (Londres, Manchester, Cardiff, Belfast, Glasgow, Paris).  Fin 2007, Zoom Airlines ajouta une liaison bi-hebdomadaire entre San Diego et Londres, permettant à l'aéroport Lindbergh Field de retrouver une liaison outre-mer qu'il avait perdue depuis le retrait des vols de British Airways en 2003. Une liaison entre Toronto, Montréal et Rome fut par la suite autorisée par les autorités canadiennes et débuta ses activités en mai 2008,. 
En 2006, le chiffre d'affaires de la dernière année financière complète de Zoom Airlines était de 48,6 m£.
Le 28 août 2008, la compagnie a annoncé qu'elle cessait toute activité à partir de 18 h UTC, après que deux de ses appareils aient été saisis. Zoom Airlines Inc. et Zoom Airlines Ltd, les entités canadiennes et anglaises, se sont placées sous la protection de la Loi sur les arrangements avec les créanciers des compagnies. Au Québec, les clients pourront être remboursés à hauteur de 3 000 $ maximum, dans la limite de 3 millions de dollars canadiens pour l'ensemble des passagers. Les autres passagers devront eux compter sur une éventuelle assurance fournie avec leur carte de crédit, faute de quoi ils ne seront certainement jamais remboursés